# عبد الرحمن يوسف
عبد الرحمن يوسف عبد الله القرضاوي (من مواليد 18 سبتمبر 1970)، شاعر وإعلامي مصري عمل منسقا عاملًا لحملة البرادعي رئيسًا (2011) لمدة ثلاثة أشهر، له العديد من الدواوين والقصائد. هو الابن السادس للشيخ يوسف القرضاوي. اشتهر عبد الرحمن كشاعر معارض للنظام الحاكم في مصر. يشتهر بهجائه المباشر المستمر ضد نظام الحاكم و«الفاسدين» في مصر والوطن العربي التي أصبحت من أسس قصائده. له قصيدة جريئة في هجاء الرئيس المصري السابق حسني مبارك بعنوان «الهاتك بأمر الله». له ديوان هجاء سياسي بعنوان «لا شيء عندي أخسره» وله ديوانين سياسيين اجتماعيين بعنوان «حزن مرتجل» و «في صحة الوطن». هذا وقد منع من الكتابة والعمل التلفزيوني خلال فترة حكم مبارك، ثم استأنف نشاطه الإعلامي بعد الثورة. شارك في العديد من الندوات الثـقافية في شتى أقطار الوطن العربي، كما شارك في مؤتمر حركة شباب 6 أبريل وحركة كفاية، ونشرت أشعاره الكثير من الصحف والمجلات في مصر والدول العربية. كما أن له تجارب فنية في الإنشاد والأداء على العود وله ديوان غزلي بعنوان «علي المكشوف».
لُقّب بـ«شاعر الثورة» نسبة إلى ثورة 25 يناير الذي كان واحدا ممن دعوا إليها ونظموا فعالياتها وشاركوا بالكتابة الشعرية والنثرية والعمل السياسي التنظيمي في إنجاحها.
وبعد سقوط نظام الأسد في سوريا عام 2024، احتفل يوسف بالانهيار وزار البلاد والمسجد الأموي. وبعد فترة وجيزة، تم القبض عليه في لبنان عند دخوله عبر معبر المصنع الحدودي. أصدرت المحاكم اللبنانية حكمًا في يناير 2025 بترحيل يوسف إلى الإمارات العربية المتحدة، رافضة دعوات منظمة العفو الدولية ومنظمات حقوق الإنسان الأخرى وتعريض يوسف لخطر التعذيب.
قبل اعتقاله من قبل السلطات اللبنانية، كان يوسف يعيش في تركيا مع عائلته. يوسف ينتقد الإمارات العربية المتحدة، ونظام السيسي في مصر، والمملكة العربية السعودية. في 8 يناير 2025، سلمته لبنان إلى الإمارات العربية المتحدة.

## حياته
ولد ونشأ عبد الرحمن في قطر وحصل على الجنسية القطرية بعد أن حصل عليها والده وبصفته معارضا لنظام حسني مبارك السابق قام بالتنازل عن الجنسية القطرية عام 2003م حتى لا توجد شبهة احتماء بجنسية أخرى حيث قال:
«ولدت في دولة قطر، وعشت فيها عقدين من الزمن، وحملت الجنسية القطرية في فترة من فترات حياتي، وهذه مشيئة الله وفعل المقادير، شأني في ذلك شأن كثير من المصريين الذين دفعتهم ظروف أهلهم المادية أو السياسية للعمل بالخارج، ولا يحق لأحد أن يحاسبني على هذه الظروف، وأؤكد أنني مثل كل مصري حقيقي لا أتنكر لبلد عشت فيه عزيزًا مكرمًا، فأنا أعتز بقطر وبأهلها وبذكرياتي فيها وبدراستي وتعليمي في مدارسها وجامعتها، ولي فيها أصدقاء هم أهلي وأصدقاء عمري، ولكنني مصري أعتز بمصريتي ولا أحمل إلا الجنسية المصرية. تنازلت - مختارًا - عن الجنسية القطرية، وذلك احترامًا لنفسي أولًا، واحترامًا لشعب عظيم منح كلماتي ثقته وتشجيعه ثانيًا، فما كان يليق بي أن أهجو رئيس  الدولة السابق مع وجود شبهة احتمائي بجنسية أخرى»
وفي 22 يونيو 2011 قام بالانسحاب على الهواء مباشرةً من برنامج القاهرة اليوم اعتراضا على تقرير وصفه بأنه قطري رغم اتفاقه مع مقدم البرنامج عمرو أديب بتقديمه كما يقدم نفسه في موقعه الرسمي بأنه مصري تنازل عن القطرية.

## تعليمه
- حاصل على شهادة بكالريوس الشريعة الإسلامية من كلية الشريعة بجامعة قطر.
- حاصل على درجة الماجستير في مقاصد الشريعة الإسلامية من كلية دار العلوم بجامعة القاهرة.[14]

## عمله بالسياسة
- عضو مؤسس في عدد من الحركات السياسية المعارضة لنظام مبارك مثل: كفاية، والجمعية الوطنية للتغيير.
- عارض نظام حسني مبارك، وكتب ضده العديد من القصائد التي ذاع صيتها منذ عام 2003 وحتى سقوط نظام مبارك في فبراير 2011 .
- أسس مع آخرين الحملة الشعبية لدعم البرادعي ومطالب التغيير، واختير منسقاً عاماً للحملة قبل ثورة يناير.
- استقال من تنسيقية حملة الدكتور محمد البرادعي قبل ثورة 25 يناير بثلاث شهور
- منسق الحملة الشعبية المستقلة لدعم وترشيح البرادعي لرئاسة مصر 2011.
- عمل في حملة ترشيح الدكتور عبدالمنعم أبوالفتوح للرئاسة

## عمله بالصحافة
يكتب المقال اليومي والأسبوعي في عدد من الصحف المصرية والعربية منها: الشروق، اليوم السابع، الأهرام، الدستور، صوت الأمة، المصري اليوم... وغيرها:
- مقال يومي بجريدة اليوم السابع بدأً من الأحد 12/6/2011
- مقال أسبوعي بجريدة الأهرام المصرية كل يوم سبت ولم يعد يكتب بها منذ أن اختلف مع الجريدة حول مقاله «ألغاز الغاز» حيث طلبت منه الجريدة تعديل المقال ولكنه رأى أن المقال كما كتب هو ما كان ينبغي أن يقوله ككلمة حق في ذاك الوقت فترك الجريدة.
- مقالة أسبوعية كل يوم أربعاء في جريدة الشرق القطرية.

كما يقوم الشاعر بكتابة مقالات أخرى متنوعة في العديد من الصحف المصرية والعربية.

## عمله بالإعلام السمعي-المرئي
قدم العديد من البرامج التليفزيونية المتنوعة مثل:
- خلف الحقيقة
- الحد الفاصل
- صفحة الرأي
- مصر تنتخب
- الخلاصة

وذلك على شاشات:
- الجزيرة الوثائقية
- صحتي
- الشباب
- cbc

## كتاب يوميات ثورة الصبار
صدر له كتاب يوميات ثورة الصبار عن دار الشاعر ودار العلوم يحتوي على 6 فصول عبارة عن مذكرات الشاعر بميدان التحرير.

## دواوينه المطبوعة حتى الآن

### نزف الحروف
1992م - أول ديوان أصدره الشاعر، وكان في حوالي الثانية والعشرين من عمره، وفيه بواكير ما كتب من الشعر، ويحتوي هذا الديوان على أربعين قصيدة.

### أمام المرآة
2003 م- يتكون ديوان أمام المرآة الشعري التأملي من قرابة الثلاثين قصيدة. يتحدث فيه الشاعر عن الإنسان من حيث هو روح وجسد، وكذلك عن فلسفة الفن، ومعاناة الفنان وسعادته بما يفعل.

### في صحة الوطن
2004 م- يتكون هذا الديوان من ثمان قصائد، أطولها قصيدة «في صحة الوطن» التي تصوِّر مواطنًا عربيًّا يسكر، وكلما شرب ازدادت شجونه، وتجاوز الخطوط الحمراء. وهذه القصيدة عبارة عن عشرين كأسًا، كل كأس عبارة عن مقطوعة شعرية موصولة بما قبلها وما بعدها.
والقصيدة من وحي سقوط بغداد. أما بقية قصائد الديوان فهي رؤية سياسية في قالب فني - لأوضاع الأمة العربية على مستوى الشعوب والحكام، تثبت أن الخلل في القيادة.

### لا شيء عندي أخسره
2005 م- يتكون هذا الديوان من مجموعة من القصائد التي تتضمن رؤية الشاعر للمرحلة التي تمر بها مصر والأمة العربية في لحظتها التاريخية الراهنة. تلك المرحلة التي تعتبر مخاضًا لعهدٍ جديدٍ للإنسان العربي، الذي بدأ يتحرك رافضًا الخضوع للأنظمة المستبدة التي تحكمت فيه يعتبر هذا الديوان مرجعًا في فن (الهجاء السياسي) في العصر الحديث.

### على المكشوف
2006 م- ديوان غزلي ويحتوي هذا الديوان على أكثر من عشرين قصيدة.

### اكتب تاريخ المستقبل
2008 م- ديوان ملحمي يجسد فيه الشاعر انتصارات المقاومة اللبنانية أثناء حرب تموز 2006 ضد الاحتلال الإسرائيلي. وقد ذهب إلى جنوب لبنان بعد انتهاء الحرب ليستطيع أن يكمل قصيدته «اكتب تاريخ المستقبل» التي وكما قال في مقدمة ديوانه أنها أبت أن تكتمل كما يريدها إلا بعد الذهاب لجنوب لبنان ورؤية آثار الحرب بنفسه

### حزن مرتجل
2008 م- ديوان يرتجل فيه الشاعر أحزانه الخاصة التي تختزل الحزن العام. ديوان يتحدث في أمور الحكم والسياسة بمنطق المواطن البسيط لا بمنطق أهل السياسة.
أما هجاء الحكام فيأتي في سياق تذمر الإنسان العادي، لا في سياق مستقل.
تتناول قصائد الديوان مواضيع شائكة، منها: التعذيب في المعتقلات والبطالة وظلم السلطة للبسطاء والفتن المذهبية وضحايا حوادث إهمال النظام...الخ.
وفيه قصيدته «جنازة منضبطه» في رثاء الكاتب الكبير نجيب محفوظ وقصيدته «قصيدة هذا المساء» في رثاء المفكر المناضل الراحل د/ عبد الوهاب المسيري.
كل ذلك في لغة شعرية جذابة خلابة وسهلة ممتنعة. ديوان يدعو إلى التمرد والأمل والعمل.

### رثاء امرأة لا تموت
2012 م- يخوض الشاعر هذه المرة تجربة ذاتية ووجدانية شديدة الخصوصية، حيث يأتي هذا الديوان إثر رحيل والدته في يونيو 2012.
ويحاول في هذا الديوان إعادة اكتشاف غرض الرثاء في الشعر العربي وتوظيفه دراميًا عبر قصيدة ملحمية كُتِبَتْ قبل وفاة والدته بخمس سنوات يرثيها فيها!!
الديوان يحمل الكثير من المفاجآت في أسلوب الشاعر ومفرداته وشكل تناوله للظلم الاجتماعي الذي تتعرض له المرأة العربية زوجةً وأختًا وبنتًا، وذلك في فضاء نصي وتأويلي يتسع لكل هذه القضايا دون أن تفلت منه فكرة «الأم».

### مسبحة الرئيس
2013 م- مسبحة الرئيس: هجائيات أشعلت ثورة.

### على رأسها بطحة
2014 م- ديوان على رأسها بطحة.

### رحلة أخرى
2023 م- مختارات من أشعار عبد الرحمن يوسف باللغة التركية. الديوان يضم مجموعة مختارة من قصائده الشعرية بلغت 40 قصيدة.

## أشهر القصائد
- الهاتك بأمر الله
- مسبحة الرئيس
- اعتذر عما فعلت: تعليقًا على ما كتبه الشاعر محمود درويش بعنوان «أنت منذ الآن غيرك» وموقفه من حركة المقاومة الفلسطينية (حماس).
- يقول العدو: تعليقًا على ما نشرته الجرائد الإسرائيلية عن إهانة «كونداليزا رايس» وزيرة الخارجية الأمريكية للرئيس «محمود عباس» حين تباطأ فـي توقيع بيان مؤتمر «أنابوليس» للسلام (نوفمبر 2007م)، فقد زجرته بقولها: «كفوا عن هذه الألاعيب ووقعوا» فما كان من الرئيس إلا أن أطاع صاغرًا ذليلا!. نقلت ذلك جريدتا الأهرام والشرق الأوسط، ولم يصدر أي تكذيب من الرئاسة الفلسطينية!
- الراحلون بلا قبور: كتبها في الذكرى الأولى لضحايا غرق العبارة المصرية السلام 98.
- متى موعد الموت: تضامنًا مع أهل دمياط فـي معركتهم ضد مصنع «أجريوم» للأسمدة، الذي يهدد البيئة بمنطقة «رأس البر» شمال دلتا مصر إذا أقيم.
- جنازة منضبطة: تعليقًا على جنازة «نجيب محفوظ»، حيث يرى أن الجثمان والحاضرون من كتاب وشعراء قد أهينوا بسبب إجراءات أمنية فُرضت على الجميع تأمينًا لرئيس الجمهورية.
- الطريدة كتبها بعد الثورة التونسية.. تعليقًا على رحيل الحكام العرب.
- كفاية: تضامنًا مع الحركة المصرية من أجل التغيير كفاية.
- قصيدة امرأة العزيز
- قصيدة تبت يدا
- قصيدة ارحل
- قصيدة سلالة
- قصيدة على بعد خلد ونصف
- قصيدة قصيدة هذا المساء في رثاء د/عبد الوهاب المسيري
- قصيدة أمام المرآة
- قصيدة أممٌ هي الأشجار
- قصيدة رسالة في فنون الضرب
- قصيدة رثاء امرأة لا تموت في رثاء والدته
- قصيدة عيني عليك باردة قصيدة عامية «إهداء لمصابين الثورة خصوصًا هؤلاء الذين فقدوا نور عيونهم وعلى رأسهم البطل الدكتور أحمد حرارة»

## الاحكام القضائية
في 14 نوفمبر 2016 حكمت محكمة جنح الدقي عليه غيابيا بالسجن لمدة 3 سنوات مع الشغل والنفاذ، وكانت التهمة المُوجهة لعبد الرحمن القرضاوي هي (التحريض على مؤسسات الدولة وقيام ثورة، والسخرية من رئيس الجمهورية، وإسقاط النظام الحالى وإثارة الفتنة لإشاعة فوضى في البلاد).
وفي 10 يناير 2025 سلم عبد الرحمن القرضاوي إلى دولة الإمارات من قبل السلطات المختصة في لبنان وذلك بناءً على طلب التوقيف المؤقت الصادر بحقه من الأمانة العامة لمجلس وزراء الداخلية العرب - إدارة الملاحقة والبيانات الجنائية، والمقدم من قبل الجهات المختصة بدولة الإمارات المتمثلة بوزارة العدل لارتكابه أعمالًا من شأنها إثارة وتكدير الأمن العام. رغم تقدم الممثلون القانونيون لعبد الرحمن القرضاوي رسالة عاجلة إلى الإجراءات الخاصة للأمم المتحدة يطالبون فيها بوقف طلبات التسليم المصرية والإماراتية.

## وصلات خارجية
- موقع الشاعر
- إيقاف لقاء مع نجل القرضاوي على فضائية لبنانية / إيلاف
- أخر أخبار الشاعر
- مكتبة القصائد المرئية
- الدواوين
- مقاصد الشريعة بين ابن تيمية وجمهور الأصوليين من القرن الخامس إلى الثامن الهجري: دراسة مقارنة/ القاهرة: جامعة القاهرة- كلية دار العلوم- 2000.- رسالة ماجستير.
- الرحمن-يوسف/217554328286551 صفحة برنامج صفحة الرأي على فيسبوك  على فيسبوك.